# 십시일반 (드라마)
《십시일반》은 2020년 7월 22일부터 2020년 8월 13일까지 방영된 MBC 수목드라마이다.

## 기획의도
유명 화가의 수백억 대 재산을 둘러싼 사람들의 치열한 두뇌싸움을 그린 미스터리 추리극

## 등장 인물

### 주요 인물
- 김혜준 : 유빛나 (20세) 역 - 20여년 전 화백이 불륜으로 낳은 딸, 지혜의 딸.
- 오나라 : 김지혜 (42세) 역 - 과거 화백의 내연녀이자 젊은시절 미모로 꽤 잘나갔던 모델, 빛나의 어머니.
- 김정영 : 지설영 (51세) 역 - 화백의 전부인, 연극 연출가.
- 남문철 : 유인호 (58세) 역 - 대저택의 주인이자 엄청난 명성을 얻은 화가.
- 이윤희 : 문정욱 (58세) 역 - 젊은 시절부터 동고동락한 화백의 절친
- 남미정 : 박진숙 (55세) 역 - 화백 이혼 후 20여 년간 저택의 살림을 도맡아온 가정부
- 한수현 : 독고철 (48세) 역 - 솔직하고 서글서글한 척 하지만, 실상은 사기 전과 4범. 간통 1범. 선의 아버지.
- 최규진 : 유해준 (25세) 역 - 화백의 친조카, 로스쿨생. 죽은 인국의 아들.
- 김시은 : 독고선 (20세) 역 - 철의 외동 딸, 재수생.

### 그 외 인물
- 권동호 : 홍재규 (43세) 역 - 화백 살인사건 담당 형사
- 장철순 : 강 형사 (32세) 역 - 화백 살인사건 담당 형사
- 차희 : 진연희 (37세) 역 - 화백의 유언장 작성 실무를 도맡아 했다.
- 이정은
- 박정언 : 기자

### 특별출연
- 강다솜 : 수면제 5인방을 다루는 뉴스 앵커 역
- 박창현 : 화가의 죽음에 대한 탐사 보도 프로그램 진행 MC 역

## 시청률
최저 시청률과 최고 시청률은 시청률 조사회사와 지역별로 시청률에 차이가 있을 수 있습니다.
| 2020년      | 2020년      | 2020년         | 2020년         |
| 회차        | 방송일      | AGB 시청률     | AGB 시청률     |
| 회차        | 방송일      | 대한민국(전국) | 대한민국(전국) |
| ----------- | ----------- | -------------- | -------------- |
| 제1회       | 7월 22일    | 1부            | 3.7%           |
| 제1회       | 7월 22일    | 2부            | 3.9%           |
| 제2회       | 7월 23일    | 1부            | 2.8%           |
| 제2회       | 7월 23일    | 2부            | 3.3%           |
| 제3회       | 7월 29일    | 1부            | 3.0%           |
| 제3회       | 7월 29일    | 2부            | 3.9%           |
| 제4회       | 7월 30일    | 1부            | 2.4%           |
| 제4회       | 7월 30일    | 2부            | 2.8%           |
| 제5회       | 8월 5일     | 1부            | 2.9%           |
| 제5회       | 8월 5일     | 2부            | 3.2%           |
| 제6회       | 8월 6일     | 1부            | 2.4%           |
| 제6회       | 8월 6일     | 2부            | 2.8%           |
| 제7회       | 8월 12일    | 1부            | 2.1%           |
| 제7회       | 8월 12일    | 2부            | 3.2%           |
| 제8회       | 8월 13일    | 1부            | 2.7%           |
| 제8회       | 8월 13일    | 2부            | 3.3%           |
| 평균 시청률 | 평균 시청률 | 평균 시청률    | 3.025%         |

## 참고 사항
- 본 드라마는 픽션이며, 실제와 관련 없음을 밝힌다.
- 본 화면은 레터박스로 구성되었다.

## 수상 목록
- 2020년 MBC 연기대상 여자 신인상 (김혜준)